# Panícula

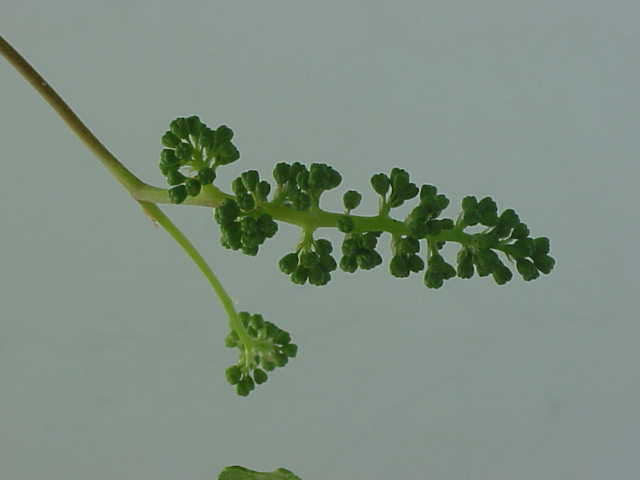
Infrutescencia temprana de vid, que es una panícula, un racimo de racimos.

Una panícula o panoja es una inflorescencia racimosa compuesta de racimos que van decreciendo de tamaño hacia el ápice. En otras palabras, un racimo ramificado de flores, en el que las ramas son a su vez racimos. 
Se cataloga como un racimo de racimos, posee un raquis principal que se subdivide en raquis secundarios de los cuales se desprenden flores con pedicelo.